# Російська національна єдність

Прапор з 2014

Російська Національна Єдність або РНЄ (рос. Русское Национальное Единство) — російський націоналістичний, неофашистський, неонацистський праворадикальний суспільний рух. Заснований Олександром Баркашовим у 1990. Є членом Міжнародної організації «Всесвітній союз націонал-соціалістів (нацистів)». Організація офіційно не зареєстрована, але брала участь в парламентських виборах в Росії. Стоїть на засадах російського фашизму, популізму, нацизму та євроскептицизму.

## Історія
«Російська Національна Єдність» виникла в РРФСР у серпні 1990 в результаті виходу зі складу Національно–патріотичного фронту «Пам'ять» Дмитра Васильєва радикально налаштованих активістів на чолі з Олександром Баркашовим.
У 1993 брала участь у збройному протесті у центрі Москви в підтримку Верховної Ради РФ проти Єльцина. У війні на північному Кавказі воювали на стороні Збройних сил Російської Федерації проти Чеченської Республіки Ічкерія.
Протягом 1990–х у РНЄ відбулося декілька регіональних розколів, у результаті яких з її складу виокремилися такі угруповання, як «Націонал–соціалістська партія», «Партія російських націоналістів», «Російська православна партія», «Російський народний рух північного заходу Росії», «Російська партія Далекого Сходу», «Російська націонал–соціалістична робітнича партія» та ін..
У 2000, в результаті розколу «Російської національної єдності А. Баркашова», утворено Всеросійський громадський патріотичний рух «Російська національна єдність», (ВОПД РНЄ Є. Лалочкіна і М. Лалочкіна;) — російська ультраправа нацистська та напіввійськова організація, керована радою регіональних командирів. Також її називають «РНЄ братів Лалочкіних» (лідери пітерського і воронезького осередків).
У жовтні того ж року на базі московського і ставропольського відділення РНЄ було створено помірний патріотичний рух Російське Відродження О. Кассіна і Ю. Васіна. Відокремився від «РНЕ» Д.Демушкін, котрий заснував свій рух «Слов'янський союз», та В. Гончаренка, що створив «Зведений загін РНЄ».
Вже у 2000 РНЄ налічувало більше 1000 осередків у 64 регіонах Росії. Організація має воєнізовані підрозділи, під її егідою діють військово-спортивні клуби.

### РНЄ в Україні
Філії РНЄ почали з'являтися на території України в першій половині 1990–х. На початку 2000–х організаційно оформлені представництва та ініціативні групи РНЄ функціонували у м. Києві, Харкові, Донецьку, Луганську, Чернігові, Сумах, Запоріжжі, Дніпропетровську, Полтаві, досить швидко налагодивши між собою взаємодію. Консолідуючими центрами стали регіональні відділення РНЄ в Харкові (керівники В. Скляров та А. Ісаєв) і Донецьку (керівник Павло Губарєв).
Основною діяльністю в Україні «РНЄ» зосередило за декількома напрямами:
1. проведення агітаційно–пропагандистської роботи через видання і поширення газет «Російський порядок» та «Російський прапор», агітаційних листівок і брошур;
2. залучення нових активістів до своїх лав шляхом періодичного проведення зустрічей та участі в масових заходах політичних сил проросійської спрямованості;
3. здійснення військової підготовки активу регіональних відділень;
4. участь в виборчих кампаніях проросійських політичних партій.

Так, керівник Донецького відділення «РНЄ» П. Губарєв у 2006 обраний депутатом Куйбишівської районної ради Донецька, та став керівником фракції блоку Наталії Вітренко «Народна опозиція». У 2010 року він став довіреною особою кандидата в народні депутати України від політичної партії «Сильна Україна».
РНЄ активно брало участь в «Антимайдані». Керівник українського регіонального осередку РНЄ Віктор Скляров сказав:
|  | Соратники «РНЄ» з перших днів цієї бандерівської чуми брали активну участь в Києві, протидіяли цій бандерівській владі. Брали участь у захопленнях адміністративних будівель і СБУ в Донецьку, в Луганську, в Харкові двічі. Я повинен сказати, що ополчення, яке воює, на вістрі його знаходяться соратники «РНЄ». Раніше ми це не афішували зі зрозумілих причин, тепер це можна відкрито сказати. |

РНЄ проводила постійне вербування та відправку найманців для участі у Війні на сході України. Найманців РНЄ вербує не тільки в Росії, але й у інших країнах, таких як Білорусь.

## Символіка
Емблемою РНЄ є лівостороння свастика, котра поєднана з зіркою, схожою на Вифлеємську. З 2014 року, зокрема на Донбасі замість класичної емблеми РНЄ, члени організації використовують червоний прапор з православним хрестом чорного кольору у білому колі з написом на ньому червоними літерами «РНЕ». Не дивлячись на емблему РНЄ зі свастикою, а також на те що ця організація виставляє себе як націонал-соціалістичну, і символіка і організація на території Російської Федерації є легальними. Учасники руху носять символіку у вигляді нашивок або пов'язок на рукавах та значки. Також на різних заходах використовуються прапори з емблемою руху.
Відмінною рисою РНЄ є чорна воєнізована уніформа (чорні сорочки) та зігування при привітанні.